# Парк природе Учка
Парк природе Учка један је од 11 паркова у Републици Хрватској који обухвата истоимену планину и део подручја Ћићарије. Смештен је уз обалу северног Јадрана на једној од најсевернијих тачака Средоземља, повезујући полуострво Истру и копно Хрватске. Простире се на површини од 160 км².
Поред богате биолошке и предеоне разноликости, парк природе Учка има и многа вредне карактеристике неживе природе, односно геолошког наслеђа. Ово наслђе сачувано је  у текстури стена и камења, која се мењала  под дејством унутрашњих и спољних сила. Она данас укључује геолошке и морфолошке појаве, објекте, структуре, геолошке профиле и избочине, фосиле, минерале и пећине, јаме и друге спелеолошке објекте.

## Оснивање и заштита
Према дефиницији коју је прихватио међународно удржење IUCN (International Union for Conservation of Nature) као највећа мрежа сарадника и међународно најуваженији ауторитет на подручју заштите природе, заштићено подручје је копнено и/или морско подручје посебно намењено заштити и одржавању биолошке разноликости као и подручје природних и сродних културних богатстава, којима се управља законским или каквим другим неоходним средствима.
Ова дефиниција заштићеног подручја пренесена је и у Закон о заштити природе Републике Хрватске (НН 80/2013) према коме је заштићено подручје географски јасно одређен простор који је намењен заштити природе и којим се управља ради дугорочног очувања природе и пратећих услуга еколошког система.

## Историја
Праисторија
Први трагови цивилизацји на подручју Учке евидентирани су у Ловранској Драги, на локалитету Опоровина, 1929. године, у облику  остатака праисторијског човека. То је било прво праисторијско налазиште на Кварнеру.
Други светски рат
Као центар партизанског деловања у Истри, село Бргудац се током Другог светског рата истакло како по страдањима, тако и по херојству. У селу је 1942. године основан први сеоски народно-ослободилачки одбор, а од 1943.  године почела је да ради прва хрватска школа у Истри након фашистичке забране 1923. године. У знак сећања на ова тешка времена  Бргудцу се налази десетак споменика од којих је најупечатљивије оно које набраја 19 погинулих бораца и 37 цивилних жртава фашистичког терора.
За време Другог светског рата, априла 1944. године, Италијани и Немци су до темеља спалили село Мала Учка из кога су се након тога мештани иселили због тешких економских услова. Село је и у таквом стању остало све до 1976. године када је унето у Регистар непокретних споменика културе као заштићена рурална целина.

## Географија
Стене које чине планину Учку настале су у великом океану Тетис током дуготрајног геолошког развоја од периода Креде (пре 140 милиона година) до средине Терцијара (пре 30 милиона година), таложењем минералних скелетних остатака водених организама. Тако су током милиона година настали  дебели слојеви наслага које су поступненим процесима сабијања и калцификације на крају трансформисани у чврсту стену - кречњак. О томе сведоче бројни фосили пронађени у седиментним кречњачким стенама.
Судар Афричке плоче са Евроазијском, који је започео крајем Креде (пре 65 милиона година а и дана траје), довео је до смањења океана, праћеног интензивним тектонским покретима. Хоризонтални слојеви (првобитно наталожени на дну океана) су се наборали, сломили и уздигли изнад мора и створили огромне планинске венце попут Алпа и Динарида, чији је до и планина Учка.
Због непрестаног трошења, ситнозрни седимент је одлазио у дубље делове мора, повремено ношен подводним лавинама, од којих су настајале раслојене стене зване флиш.
Крашки терен Учке обилује спелеолошким објектима, којих  има око 200. Такође у подземљу Учке до сада су откривене и неке ендемске врсте подземне фауне, али и трага боравка људи на шта указују многи археолошких и историјски налази из разних пећина и јама у Парку.
Међу геолошких карактеристика Парка природе „Учка“ могу се данас (поред геоморфолошког споменика природе Вела Драга) као вредне и занимљиве геолошке формације издвојити Крвава стена у југозападном делу Учке и Стена испод Бреста на Ћићарији.
У хидролошком и хидрогеолошком погледу подручје планинског ланца Учке припада сливу реке Раше (запад) и сливу приобалних извора од Пломинске драге до залива Прелука (исток). Вршни гребен северне Учке чини посебно занимљиву хидрогеолошку целину. Напукли и поломљени кречњаци горње креде, у којима је формиран гребен, су због велике упијаности и водопропусности сакупљачи подземних вода. Кречњаци су увучени, односно леже на водоотпорним флишним наслагама. Због тога се вишак нагомилане подземне воде излива на додиру флиша и кречњака, па у подножју гребена постоји неколико извора. Вода ових извора изузетно је квалитетна и користи се за водоснабдевање либурнског подручја. На обронцима Учке морфолошки је изражено неколико дубоко усечених бујичних долина километарских димензија. Углавном су суве, а само у периодима довољно обилних падавина стварају се веће количине воде, због чега их називамо бујицама. Што се тиче стајаћих вода на подручју Парка, бележимо око 40 бара које поред поменутих бујица представљају посебно важна станишта слатководне флоре и фауне.
Вела драга
Међу вредностима неживе природе Парка посебно место заузима кањон Вела драга (позната и као Врањска драга),  који је  пре више деценија заштићен  као геоморфолошки споменик природе. Кањон се одликује  живописним усамљеним кречњачким стубовима  и стенама који имају изузетну геоморфолошку и пејзажну вредност.
- Споменик природе Вела драга
- Поглед на кањон Вела драга
- Једна од шиљастих стена у кањону Вела драга
- Споменик природе Вела драга

Сматра се да је кањон настао таложењем хоризонталних слојева палеогенског кречњака, који је био праћеном тектонским уздизањем и пуцањем. Коначни изглед   Вела драга је добила поступном и дуготрајном ерозијом и пуцањем тла.
Поред јединствених геолошких одлика, Вела драга има и бројне друге:
- ретку орнитофауну,
- археолошке налазе из пећине Пупићина пећ,
- разнолику флору.

Кањон који је од 1930-их постао атрактиван за алпинисте и временом је постао једно од најпопуларнијих места у Хрватској за љубитеље слободног пењања.
Крвава стена и Стена под Брестом
Поред Веле Драге, на подручју Парка постоји још неколико вредних и занимљивих геолошких формација, од којих треба издвојити Крваву стену на западним падинама Сисола, као и Стену под Брестом. Ова два налазишта су некада била предложена за заштиту као геоморфолошки резервати, а данас уживају заштиту у оквиру недавно проглашеног Парка природе Учка.
У фрагментима стена на сипару могу се видети бројни фосилни остаци разних фораминифера и шкољки који сведоче о богатој геолошкој историји и палеоокружењу у коме су некада живели.  

### Воде и водно земљиште
Вршни гребен северне Учке чини посебно занимљиву хидрогеолошку целину. Напукли и поломљени кречњаци горње креде, у којима је формиран гребен, су због велике способности упијања и водопропусности сакупљачи подземних вода. Кречњаци су увучени, односно леже на водоотпорним флишним наслагама. Због тога се вишак нагомилане подземне воде излива на додиру флиша и кречњака, па у подножју гребена постоји неколико извора. Вода ових извора изузетно је квалитетна и користи се за водоснабдевање либурнског подручја.
На обронцима Учке морфолошки је изражено неколико дубоко усечених бујичних долина километарских димензија. Углавном су суве, а само у периодима обилних падавина када се стварају веће количине воде, настају бујице.  Једну од најлепших бујичних долина, са стрмим, дубоко усеченим стеновитим странама и још увек обрађеним терасама изнад којих доминира Учка, је кањон Мошћеничке Драге. Он се одликује изузетно живописним  пејзажом и богатом флором, фауном и историјским наслеђем.
Од стајаћих вода на подручју Парка, постоји око 50 крашких бара које поред поменутих бујица представљају посебно важна станишта слатководне флоре и фауне.  Ове баре становници оближњих села су редовно одржавали у прошлом веку како би обезбедили воду за сточарство и пољопривредне активности у сушним пределима Учке и Ћићарије. Данас је, ова улога бара занемарена, али с обзиром на слабу доступност воде у крашком подручју, баре играју важну улогу у бројним биљним и животињским врстама као једином станишту за преживљавање.
У хидролошком и хидрогеолошком погледу подручје планинског ланца Учке припада сливу реке Раше (запад) и сливу приобалних извора од Пломинске драге до залива Прелука (исток).

### Клима
Клима Парка природе Учка условљена је географским положајем, близином мора и разведеним рељефом. Према копеновој климатској класификацији, виши делови Парка имају умерено топлу кишовиту климу са топлим летима или климу букове, док нижи делови, попут Опатије и уског обалског појаса, имају умерено топлу кишну климу без сушних периода и врућих лета - клима камелије.
У вишим крајевима има више падавина него у приобаљу, а углавном су концентрисане у хладнијем периоду године и крајем јесени и пролећа, најчешће у облику кише и снега зими, док се град јавља само неколико пута годишње.
Најважнији ветрови у Парку природе Учка су североисточни - зими бура и као летњи ноћни ветар, југоисточни - нарочито као југо у пролеће и јесен, северозападни - нарочито као трајне етезије лети, и други ређи ветрови.
Осунчаност на континенталној, западној страни Учке нешто је већа него на обалској падини. Међутим, на вредност осунчаности у Опатији утиче висина Учке иза које сунце залази лети око 17:30. Због тога западне падине Учке имају већу осунчаност од Опатије и њене источне падине.

### Насеља

#### Брест под Учком
Село Брест под Учком  у целости се налази унутар Парка природе Учка на 708 метара надморске висине усред плодног поља на ћићаријској висоравни.
Житељи Бреста некада су били познати произвођачи дрвеног угља. Шума им је представљала главни извор зараде, јер су након сече на својим правили “карбун”, дрвени ћумор, у чему су били велики мајстори. Ћумур су продавали у Опатији, Ријеци, Ловрану и другим приморским местима. Уз пољопривреду и сточарство, главно занимање мештана била је производња дрвеног угљена, па се и данас може видети видети дим из ћумурана. У овом насељу и данас се израђује  овчији сир и скута  од млека аутохтоне пасмине истарске овце праменке, а њихова стада слободно пасу пашњацима Ћићарије.

#### Бргудац
Бргудац је смештен је у срцу Ћићарије на 747 метара надморске висине и највише је стално насеље на подручју Истарске жупаније. Ово село, чија историја сеже дубоко у средњи век,  некада је имало преко 400 становника који су држали и до 3.000 грла стоке. Касније су економске прилике и бурна историја раселили Бргучане широм Хрватске и света.
У селу постоји црква Светог Блажа која се први пут помиње 1580. године.
Из села Бргудац креће планинарски пут који води ка излетишту Корита и даље према Велом Планику.

#### Мала Учка
Мала Учка је највише је рурално насеље у Истри, које се налази на 995 метара надморске висине.  У селу је некад живело 130 становника који су се звали Учкари, а бавили су се примарно сточарством и били познати по добром сиру.
Данас је Мала Учка практично без сталних становник, изузев токо летњих месеци, када сточари изводе стоку на испашу.

#### Ловранска Драга
Ловранска Драга  је насеље смештено унутар Парка на источним падинама Учке, чије становништво се пре двадесетак година  интензивно бавило пољопривредом, нарочито виноградарством, и сточарством. Осим винове лозе, на плодном се земљишту узгајало поврће и воће, од чега су данас најважнији трешње и маруни. Раштркане кућице повезане су старим путевима и стазама од којих су најзначајнији они који повезују руралну Ловранштину с Медвејом и морем.
На попису становништва 2011. године, Ловранска Драга је имала 50 становника.
На прилазу Ловранској Драги налази се барокна црквица Свети Миховил, заштитник места. Насеље је окружено терасастим виноградима и ливадама и са највишим врховима Учке у позадини чини пејзажну целину од посебне вредности. Кроз насеље тече поток који мештани зову једноставно “Поток”, који се улива у море у Медвеји. Најзанимљивији дио потока је слап, један од најлепших слапова унутар Парка природе Учка, до којега води уређена стаза “Слап”.

## Флора и фауна
Делови Учке и Ћићарије који припадају зони букових шума  по својим основним карактеристикама сврставају се у континентално подручјр Приморско-горанске и Истарске жупаније. Међутим, шуме овог Парка имају и неке посебне природне одлике, јер су Ћићарија, а посебно Учка, изоловане медитеранске планине чије букове шуме штрче попут острва изнад субмедитеранског подручја, односно нису континуирано повезане са континенталним пространствима букових шума.
Ова карака одређује посебан статус, и изазива интересовање за вредност Учке и Ћићарије у научном смислу, што је утицало и на доношење одлуке да се ово подручје прогласи за парк природе. И поред великог интересовања поједина тешко доступна подручја Учке и Ћићарије још увек су недовољно истражена, па су последњих година започета систематска истраживања флоре како би се обновила и продубила знања о одређеним врстама и њихову распрострањенсти и уочили могући негативни утицаји на њихове популације.
- Део вегетације у Парку

- Део фауне у Парку

- Дневни лептири у Парку

## Рекреација и туризам
Собзиром да је Парк Учка подручје са заштићеним статусом  у њему се могу спроводити само они облици рекреације и туризма на отвореном који не угрожавају његове природна и људском руком створена амбијенталне услове. У том смислу сви посетиоци могу се претходно информормисати о могућностима бављења појединих спортих активности путем брошура, табли и ознака које носе одговарајући заштитни знак или у Јавној установи „Парк природе Учка”.
Планинарење
Планинарење пружа посебно задовољство својим природним амбијентом, који привлачи велик број планинара већ око 200 година, на уређене и означене планинарске стазе. Најпознатија планинарска одредишта су Војак, Сухи врх, Вели Планик, Корита и Сисол. 
Алпинизам
Стене Веле драге одиграле су важну улогу у развоју алпинизма, а почетке пењања започео је давне 1931.године. До данас је Вела драга постала међународно познато и радо посећено пењалиште с преко 50 уређених смерова различитих тежина.
Осим тога, у непосредној близини Парка у Опшини Мошћеничка Драга уређена су пењалишта на стенама Зијавице и у кањону Мошћеничке Драге.
Спелеологија
Већина познатих спелеолошких објеката у Парку природе "Учка" типични су за кршки понор, па је за њихово посећивање потребна посебна вештина и опрема. Сви спелеолошки објекти на подручју Парка законом су заштићени, а дозволу за улазак у подземље Учке даје Јавна установи Парк природе "Учка". 
Брдски бициклизам
У Парку природе "Учка" и на околном подручју уређено је 8 стаза за брдски бициклизам. Стазе пролазе атрактивним природним пределима,  различитих су тежина тако да их могу користити и различите категорије бициклиста, од рекреативаца до искусних спортиста и такмичара. 
Слободно летење
Готово од самих почетака модерног слободног летења (летења змајем и падобранским једром), Учка привлачи летаче који на њој одржавају и различита домаћа и међународна такмичења. На подручју Парка налази се регистровано летелиште “Учка” с узлетиштима на локацијама Војак и Бргуд. 
Пустоловна такмичења
Пустоловна такмичења су активност новијег датума, а састоје се од различитих дисциплина као што су планинарење, алпинизам, бициклизам, веслање и друге. На подручју Парка природе  Учка  сваке се године одржава неколико пустоловних такмичења које непрестано имају све већи број поклоника жељних активног боравка у природи.